# Васкуларна пермеабилност
Васкуларна пермеабилност, често у облику капиларне пермеабилности, карактерише способност зидова крвних судова да омогуће пролаз малих молекула (јона, воде, нутријената), или чак целих ћелија (лимфоцита на њиховом пут ка месту инфламације), у или из капилара. Зидови крвних судоова су покривени слојем ендотелних ћелија. Отвори између ендотелних ћелија (ћелијски спојеви) су строго регулисани, и зависе од физиолошког стања ткива.
Пример повишене васкуларне пермеабилности је иницијална повреда код пародонтопатије, где гингиве плексуса постану препуне и проширене, што омогућава великом броју неутрофила да екстравазацирају, и да се појаве унутар спојног епитела и основних везивних ткива.